# Patrick Pons
Patrick Pons (Paris, Francia, 24 de diciembre de 1952 - Silverstone, Gran Bretaña, 10 de agosto de 1980) fue un piloto de motociclismo francés. Su mejor año fue en 1974 cuando terminó en el tercer lugar en los  campeonatos del mundo de 250cc y de 350cc. Pons se convirtió en el primer francés en ganar un Campeonato del mundo de la F.I.M. cuando ganó el título de la Fórmula 750 de 1979. En 1980, ganó la prestigiosa Daytona 200. Murió el 10 de agosto de 1980 en un accidente ocurrido mientras disputaba el Gran Premio de Gran Bretaña

## Resultados en el Campeonato del Mundo
Sistema de puntuación desde 1969 hasta 1987:
| Posición | 1.º | 2.º | 3.º | 4.º | 5.º | 6.º | 7.º | 8.º | 9.º | 10.º |
| Puntos   | 15  | 12  | 10  | 8   | 6   | 5   | 4   | 3   | 2   | 1    |

### Carreras por año
(Carreras en negrita indica pole position, carreras en cursiva indica vuelta rápida)
| Año  | Cat.  | Equipo | 1       | 2       | 3       | 4       | 5       | 6       | 7       | 8       | 9       | 10      | 11      | 12      | Pts. | Pos. | Vic. |
| ---- | ----- | ------ | ------- | ------- | ------- | ------- | ------- | ------- | ------- | ------- | ------- | ------- | ------- | ------- | ---- | ---- | ---- |
| 1973 | 250cc | Yamaha | FRA 9   | AUT -   | GER -   |         | IOM -   | YUG -   | NED -   | BEL 6   | CZE 5   | SWE 7   | FIN 7   | ESP -   | 21   | 11.º | 0    |
| 1973 | 350cc | Yamaha | FRA -   | AUT -   | GER -   | NAT -   | IOM -   | YUG -   | NED -   |         | CZE 8   | SWE 8   | FIN Ret | ESP 3   | 16   | 13.º | 0    |
| 1974 | 250cc | Yamaha |         | GER DNS |         | NAT 3   | IOM -   | NED 4   | BEL 7   | SWE 3   | FIN Ret | CZE 5   | YUG 2   | ESP 15  | 50   | 3.º  | 0    |
| 1974 | 350cc | Yamaha | FRA 4   | GER DNS | AUT 4   | NAT Ret | IOM -   | NED 3   |         | SWE 2   | FIN 10  |         | YUG 4   | ESP DNS | 47   | 3.º  | 0    |
| 1974 | 500cc | Yamaha | FRA Ret | GER DNS | AUT -   | NAT -   | IOM -   | NED -   | BEL 4   | SWE -   | FIN -   | CZE Ret |         |         | 8    | 21.º | 0    |
| 1975 | 250cc | Yamaha | FRA 4   | ESP 2   |         | GER 5   | NAT 5   | IOM -   | NED 7   | BEL 10  | SWE 7   | FIN 5   | CZE 5   | YUG 3   | 48   | 5.º  | 0    |
| 1975 | 350cc | Yamaha | FRA -   | ESP Ret | AUT 5   | GER Ret | NAT 3   | IOM -   | NED Ret |         | SWE -   | FIN 3   | CZE 5   | YUG Ret | 32   | 5.º  | 0    |
| 1975 | 500cc | Yamaha | FRA 5   | ESP -   | AUT Ret | GER 16  | NAT -   | IOM -   | NED Ret | BEL Ret | SWE Ret | FIN -   | CZE -   | YUG -   | 6    | 20.º | 0    |
| 1976 | 250cc | Yamaha | FRA 7   |         | NAT Ret | YUG 10  | IOM -   | NED Ret | BEL -   | SWE 10  | FIN -   | CZE -   | GER -   | ESP -   | 6    | 22.º | 0    |
| 1976 | 350cc | Yamaha | FRA Ret | AUT 9   | NAT Ret | YUG 7   | IOM -   | NED 2   |         |         | FIN DNS | CZE -   | GER -   | ESP -   | 18   | 14.º | 0    |
| 1977 | 250cc | Yamaha | VEN -   | GER -   | NAT -   | ESP Ret | FRA Ret | YUG 10  | NED 12  | BEL Ret | SWE 13  | FIN Ret | CZE Ret | GBR 10  | 2    | 33.º | 0    |
| 1977 | 350cc | Yamaha | VEN -   | GER -   | NAT -   | ESP 5   | FRA Ret | YUG Ret | NED 10  |         | SWE 9   | FIN 5   | CZE Ret | GBR Ret | 15   | 17.º | 0    |
| 1978 | 350cc | Yamaha | VEN 5   | AUT Ret | FRA 21  | NAT DNQ | NED -   |         | SWE 11  | FIN Ret | GBR 10  | GER 9   | CZE -   | YUG -   | 9    | 17.º | 0    |
| 1979 | 350cc | Yamaha | VEN 10  | AUT 8   | GER Ret | NAT Ret | ESP 5   | YUG 9   | NED Ret | FIN -   | GBR Ret | CZE -   | FRA 16  |         | 12   | 15.º | 0    |
| 1980 | 500cc | Yamaha | NAT -   | ESP Ret | FRA 10  | NED 10  | BEL 8   | FIN 6   | GBR Ret | GER -   |         |         |         |         | 10   | 16.º | 0    |